# Franske film fra 1909
Franske film fra 1909 − Filmåret 1909 i Frankrig bød bl.a. på følgende film.

## Film i Frankrig
| Film                             | Instruktør                | Genre             |
| -------------------------------- | ------------------------- | ----------------- |
| La Peau de Chagrin               | Albert Capellani          | Dramatisk komedie |
| La Grande Bretèche               | Andre Calmettes           | Drama             |
| Le Capitaine Fracasse            | Victorin-Hippolyte Jasset | Andet             |
| Les Chaussures matrimoniales     | Emile Cohl                | Fantasy           |
| La Tosca                         |                           | Drama             |
| L'Assomoir                       | Albert Capellani          | Drama             |
| D'ou viennent les faux cheveux ? |                           | Dokumentar        |
| Syphilis Spirochaeta Pallida     | Jean Comandon             | Andet             |
| Porcelaines tendres              | Emile Cohl                | Andet             |
| Les Locataires d'a cote          | Emile Cohl                | Andet             |
| Les Couronnes                    | Emile Cohl                | Andet             |
| L'Agent a le bras long           | Emile Cohl                | Andet             |
| Les Lunettes feeriques           | Emile Cohl                | Andet             |